# PAOK Saloniki BC
PAOK Saloniki BC is de professionele basketbalafdeling van de Griekse omnisportvereniging PAOK, oorspronkelijk opgericht in 1926 en gevestigd in Thessaloniki. De club heeft een grote reputatie in de Griekse sport, vooral vanwege haar succes in Europese competities. De club speelt al sinds 1960 in de Griekse basketbalcompetitie). De Letters PAOK zijn een afkorting van Panthessalonikeios Athlitikos Omilos Konstantinoupoliton (Grieks: Πανθεσσαλονίκειος Αθλητικός Όμιλος Κωνσταντινουπολιτών).

## Geschiedenis
De basketbalclub van PAOK werd opgericht in 1928 en werd twee keer kampioen van Griekenland. Ook won het drie keer de beker. In 1991 won het zijn eerste Europese beker. In de Saporta Cup won PAOK van CAI Zaragoza uit Spanje met 76-72. In 1992 stonden ze weer in de finale, maar ze verloren toen van Real Madrid uit Spanje met 63-65. In 1996 speelden ze de finale tegen Tau Cerámica Vítoria uit Spanje, maar ze verloren opnieuw, ditmaal met 81-88. In 1994 speelden ze de finale om de Korać Cup. In die finale wonnen ze van Stefanel Trieste uit Italië met 75-66 en 100-91. In 2005 speelden ze de finale om de FIBA Europe Cup. In die finale verloren ze van Surne Bilbao Basket uit Spanje met 65-72 en 84-82.

## Erelijst
- Landskampioen Griekenland: 2
  - Winnaar: 1959, 1992
  - Tweede: 1988, 1989, 1991, 1994, 1998, 2000

- Bekerwinnaar Griekenland: 3
  - Winnaar: 1984, 1995, 1999
  - Runner-up: 1982, 1989, 1990, 1991

- FIBA Europe Cup:
  - Runner-up: 2025

- Saporta Cup: 1
  - Winnaar: 1991
  - Runner-up: 1992, 1996

- Korać Cup: 1
  - Winnaar: 1994

## Bekende (oud-) spelers
- Yannick Franke
- Sergej Bazarevitsj

## Bekende (oud-) coaches
- Dušan Ivković